# Elite Filmes
Elite Filmes é uma distribuidora de filmes criada no Brasil em 2015. 

## Histórico
Em 2020 foi responsável por distribuir seis filmes no BIFF – Brasília International Film Festival. No mesmo ano, lançou o filme indicado ao Óscar, Boże Ciało (Corpus Christi), no Cinema Virtual. Dentre os títulos lançados estão: Storm Boy (Amigos para Sempre), Nabarvené ptáče (O Pássaro Pintado), Boże Ciało (Corpus Christi) Felkészülés meghatározatlan ideig tartó együttlétre (Preparativos para Ficarmos Juntos por Tempo Indefinido), La Llorona (bra:A Chorona), dentre outros. A distribuidora também comercializou filmes em associação com a A2 Filmes.
Em 2022, entrou como uma das distribuidoras do Festival Varilux de Cinema Francês.